# Vrijheid (bestuur)
Een vrijheid was in het middeleeuwse Europa aanduiding voor een nederzetting of plaats met een lagere bestuursrechtelijke status dan een stad, het had enkele rechten maar geen volledige stadsrechten. Zo mochten er geen stadswallen of -grachten gebouwd worden. Anderzijds had het gebied wel een aantal andere rechten die de inwoners beschermden en voorrechten of vrijheden, zoals het recht op belasting- en tolheffing, erfrecht en waarborging tegen beslagleggingen. Ook het recht een markt te houden kon tot de vrijheden horen, waardoor een plaats economisch tot bloei kon komen. De rechten die een plaats kon krijgen lagen niet vast, ze waren gebaseerd op het zogenaamde leenstelsel, waarbij een eigenaar van grond delen daarvan in gebruik gaf aan anderen, met  bepaalde rechten die werden vastgehouden in een leenovereenkomst. De inhoud daarvan kon van geval tot geval verschillen. De leenovereenkomst hield ook wederzijdse verplichtingen in. Een heer kon ook later rechten in leen geven, ofwel verlenen.  
Het begrip vrijheid duidt hier dus niet op vrijheid als burgerlijk grondrecht zoals dat sinds de Franse revolutie in Europa bekend is geworden. In de loop der eeuwen zorgden de rechten die een dorp of stad bij leenovereenkomst kregen, wel voor steeds meer persoonlijke vrijheden van de mensen die er woonden. Een wereldberoemd voorbeeld van een leenovereenkomst waarbij burgerlijke vrijheden  worden verleend is de engelse Magna Carta. 
Voorbeelden van “vrijheden” zijn Eijsden, Turnhout, Urmond, Heerlen en Waalwijk. 